# Петрова церковь (Стари-Рас)
Петрова церковь (серб. Петрова црква; церковь Святых апостолов Петра и Павла, серб. црква Светих апостола Петра и Павла) — православная церковь в Сербии, часть комплекса памятников Стари-Рас, входящего во Всемирное наследие ЮНЕСКО.
Храм расположен на холме в двух километрах севернее города Нови-Пазар. Время его постройки оценивается VIII — началом IX века, это древнейшая из сохранившихся церквей Сербии. На стенах церкви сохранились фрески XIII века.
Вокруг церкви сохранилось кладбище с позднеримскими и славянскими захоронениями, в самом храме похоронен правитель Сербии Петар Гойникович. Известно, что в этой церкви был крещён Святой Савва, первый глава Сербской православной церкви.